# Badr el-Kaddúri

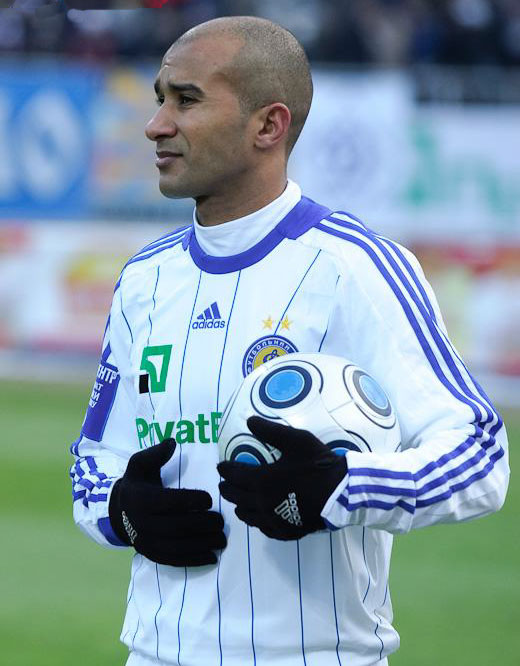
Badr el-Kaddúri

Badr el-Kaddúri (Casablanca, 1981. január 31. –) válogatott marokkói labdarúgó.
2002 és 2013 között a Dinamo Kijiv játékosa volt. Tagja volt – túlkorosként – a 2004. évi nyári olimpiai játékokon részt vevő marokkói válogatottnak is, ahol harmadikok lettek a csoportjukban Irak és Costa Rica mögött.